# Gobiomorphus
Гобіоморфус (Gobiomorphus) — рід окунеподібних риб родини елеотрових (Eleotridae). Містить 11 видів.

## Поширення
Ендеміки Нової Зеландії. Трапляються на дні швидкоплинних водойм.

## Опис
Риби до 15 см завдовжки. Майстри камуфляжу. Живляться придонними рачками і комахами.

## Класифікація
Види:
- Gobiomorphus alpinus (Stokell, 1962)
- Gobiomorphus australis (Krefft, 1864)
- Gobiomorphus basalis (Gray, 1842)
- Gobiomorphus breviceps (Stokell, 1939)
- Gobiomorphus cotidianus (McDowall, 1975)
- Gobiomorphus coxii (Krefft, 1864)
- Gobiomorphus dinae  Thacker, Geiger & Shelley, 2021[2]
- Gobiomorphus gobioides (Valenciennes, 1837)
- Gobiomorphus hubbsi (Stokell, 1959)
- Gobiomorphus huttoni (Ogilby, 1894)
- Gobiomorphus mataraerore  Thacker, Geiger & Shelley, 2021[2]